# Thelma Schoonmaker
Thelma Schoonmaker   (Alger, 3 de gener de 1940) és una muntadora estatunidenca.

## Biografia
El seu pare treballava en una petroliera. Va arribar als Estats Units amb 10 anys.
Thelma Schoonmaker treballa essencialment amb Martin Scorsese, a qui va conèixer a Nova York quan ell debutava i de qui ha sigut la muntadora triada. Més tard, li va presentar el director Michael Powell amb qui es va casar (morí l'any 1990).
Ha aconseguit tres Oscars al millor muntatge (1981, 2005 i 2007), cada vegada per a un film de Scorsese: Raging Bull, L'aviador i Infiltrats. El 2 de setembre de 2014, és distingida per un Lleó d'Or per la carrera que li és atribuït pel conjunt de la seva carrera en la 71a Mostra de Venècia.
Ha declarat llegir els guions dels films que ha de muntar abans del rodatge, però prova a continuació d'oblidar-los per tal de no reaccionar més que a través dels rushes.
El primer film que ha muntat en muntatge no-lineal, amb ordinador, és Casino l'any 1995. Fins llavors era reticent a aquesta tècnica, pensant que li caldria molt de temps per controlar-la, però va quedar convençuda pel fet de poder fer diverses versions d'una mateixa seqüència sense haver de desfer el que havia fet.

## Filmografia
- Who's That Knocking at My Door (1967)
- Toro salvatge (Raging Bull) (1980)
- The King of Comedy (1982)
- Quina nit! (After Hours) (1985)
- El color dels diners (The Color of Money) (1986)
- The Last Temptation of Christ (1988)
- Històries de Nova York (New York Stories) (1989) segment "Life Lessons"
- Un dels nostres (Goodfellas) (1990)
- El cap de la por (Cape Fear) (1991)
- L'edat de la innocència (The Age of Innocence) (1993)
- Casino (1995)
- Grace of My Heart (1996)
- Kundun (1997)
- Bringing Out the Dead (1999)
- Il mio viaggio in Italia (1999)
- Gangs of New York (2002)
- L'aviador (The Aviator) (2004)
- Infiltrats (The Departed) (2006)
- Shutter Island (2010)
- Hugo (2011)
- The Wolf of Wall Street (2013)
- Bombay Velvet (2015)
- Silence (2016)
- The Snowman (2017) amb Claire Simpson
- The Irishman (2019)
- Killers of the Flower Moon (2023)

## Premis i nominacions

### Premis
- 1981: Oscar al millor muntatge (Toro salvatge).
- 1981: Eddie Award del millor muntatge (Toro salvatge).
- 2003: Eddie Award del millor muntatge (Gangs of New York).
- 2005: Oscar del millor muntatge (L'aviador).
- 2005: Eddie Award del millor muntatge (L'aviador).
- 2007: Oscar del millor muntatge (Infiltrats).
- 2014: Lleó d'Or per la carrera per al conjunt de la seva carrera en la 71a Mostra de Venècia

### Nominacions
- 1971: Nominació a l'Oscar del millor muntatge (Woodstock).
- 1991: Nominació a l'Oscar del millor muntatge (Un dels nostres).
- 1991: Nominació al premi Eddie del millor muntatge (Un dels nostres).
- 1996: Nominació al premi Eddie del millor muntatge (Casino).
- 2003: Nominació a l'Oscar del millor muntatge (Gangs of New York).